# Dichochrysa karooensis
Dichochrysa karooensis är en insektsart som först beskrevs av Hölzel 1993.  Dichochrysa karooensis ingår i släktet Dichochrysa och familjen guldögonsländor. Inga underarter finns listade i Catalogue of Life.